# 1398
1398 (MCCCXCVIII) je bilo navadno leto, ki se je po julijanskem koledarju začelo na torek.

## Dogodki
- 1. januar

## Smrti
- 6. januar - Rupert II., nemški volilni knez, pfalški grof (* 1325)
- 21. januar - Friderik V., nürnberški mestni grof (* 1333)
- 31. januar - cesar Suko, japonski proticesar (* 1334)
- 24. junij - cesar Hongwu, kitajski cesar dinastije Ming (* 1328)
- 25. julij - Antoniotto di Montaldo, 11. genovski dož (* 1368)
- 9. september - Jakob I., ciprski kralj (* 1334)
- 5. oktober - Blanka Navarska, francoska kraljica (* 1333)
- 1. december - Oton Tarantinec, knez Taranta, vojvoda Braunschweig-Grubenhagna (* 1320)

Neznan datum
- Antoniotto Adorno, 6. genovski dož (* 1340)
- Dimitrij Kidon, bizantinski renesančni humansit, državnik, teolog (* 1320)
- Iolo Goch, valižanski pesnik, bard (* 1320)
- Robert Alyngton, angleški filozof in logik
- Vladimir Olgerdovič, knez Kijevske kneževine (* 1338)